# Charles Vanel
Charles-Marie Vanel (ur. 21 sierpnia 1892 w Rennes, zm. 15 kwietnia 1989 w Cannes) – francuski aktor filmowy i teatralny.

## Życiorys
Pochodził z rodziny kupieckiej. Nie miał szczęśliwej młodości – był wyrzucany ze szkół, do których uczęszczał. Próbował zaciągnąć się do marynarki. Ostatecznie zaczął występować w spektaklach teatralnych.
Zadebiutował w filmie Jim Crow (1910). W przeciągu trwającej 78 lat kariery aktorskiej wystąpił w ponad 200 filmach. Najsłynniejsze kreacje stworzył w thrillerach autorstwa Henriego-Georges’a Clouzota (Cena strachu, 1953; Widmo, 1955).

## Filmografia
- 1916: Jim Crow
- 1932: Drewniane krzyże (Les croix de bois)
- 1934: Nędznicy (Les misérables)
- 1936: Wielka wygrana (La belle équipe)
- 1949: Pod niebem Sycylii (In nome della legge)
- 1953: Cena strachu (Le salaire de la peur)
- 1955: Widmo (Les diaboliques)
- 1955: Złodziej w hotelu (To Catch a Thief)
- 1956: Śmierć w ogrodzie (La mort en ce jardin)
- 1960: Prawda (La vérité)
- 1967: O jednego za wiele (Un homme de trop)
- 1968: Uwięziona (La prisonnière)
- 1972: Kraksa (La più bella serata della mia vita)
- 1976: Szacowni nieboszczycy (Cadaveri eccellenti)
- 1981: Trzej bracia (Tre fratelli)